# Gra szklanych paciorków
Gra szklanych paciorków (niem. Das Glasperlenspiel) – jest ostatnią powieścią niemieckiego pisarza Hermanna Hessego. Prace nad książką autor zaczął w 1931 roku, została ona wydana w Szwajcarii w 1943 roku po tym, jak wcześniej jej publikację odrzucono w nazistowskich Niemczech. O powieści wspomniał sam pisarz przy okazji wręczenia mu Literackiej Nagrody Nobla w roku 1946.
Gra szklanych paciorków jest dosłownym tłumaczeniem z niemieckiego, ale sama książka była opublikowana także pod tytułem Magister Ludi (łac. „mistrz gry”), takim tytułem określany jest główny bohater powieści. Zwrot magister ludi może być ponadto rozumiany jako gra słowna, w łacinie znaczy on bowiem także „nauczyciel szkoły elementarnej” („ludus” to zarówno „gra”, jak i „szkoła (podstawowa)”).

## Fabuła
Akcja powieści Gra szklanych paciorków ma miejsce w przyszłości w bliżej niesprecyzowanym czasie. Hesse sugerował, że narracja książki rozpoczyna się około XXV wieku. Tłem jest fikcyjna prowincja w centralnej Europie zwana Kastalią, zarezerwowana na mocy decyzji politycznych dla egzystencji czysto intelektualnej, technologia oraz życie ekonomiczne są ograniczone do niezbędnego minimum. Miejsce jest domem ascetycznego zakonu intelektualistów z podwójną misją: prowadzą oni szkoły z internatem dla młodych chłopców (powieść jest tym samym szczegółową eksploracją kształcenia się i życia intelektualnego) oraz kultywują i uczestniczą w grze szklanych paciorków, której natura pozostaje nieuchwytna. Pojawiają się tylko aluzje do jej zasad, które są pozornie tak skomplikowane, że nawet trudno jest je sobie wyobrazić. Gra wymaga lat ciężkich studiów muzycznych, matematycznych, jak i analizy historii kultury. W gruncie rzeczy gra jest jednak abstrakcyjną syntezą wszystkich sztuk i nauk. Jest ona inicjowana kreowaniem przez graczy głębokich odniesień między pozornie niezwiązanymi ze sobą tematami.
Powieść podąża śladami wybitnego członka zakonu, Józefa Knechta (nazwisko można tłumaczyć jako „sługa” lub „parobek”, ale może ono też znaczyć „wasal” lub „rycerz”), opisywanego przez fikcyjnego historyka zakonu. Stąd książka jest przykładem powieści rozwojowej. Tekst, napisany w naukowo-biograficznej formie, przedstawia moment decyzji protagonisty odnośnie do wstąpienia do zakonu, jego mistrzostwo w grze, oraz awans w hierarchii, kiedy ostatecznie zostaje mu nadany tytuł magister ludi, zarezerwowany tylko dla najlepszego gracza.
Jednak lojalność Knechta w stosunku do zakonu zaczyna się kruszyć, gdy ten stopniowo powątpiewa, czy ludzie uzdolnieni mają prawo do wycofania się z życia, wypełnionego wieloma problemami. Knecht zaczyna postrzegać Kastalię jako swego rodzaju wieżę z kości słoniowej, eteryczną, strzeżoną społeczność, poświęcającą się czysto intelektualnym celom, nieświadomą jednak problemów wiążących się z życiem na zewnątrz.
Ów wniosek przyspiesza tylko powstanie kryzysu osobistego, w wyniku czego Knecht dokonuje rzeczy niewyobrażalnej. Prosi o możliwość rezygnacji z tytułu magister ludi i postanawia opuścić zakon, rzekomo aby stać się wartością i pomocą dla szerszych kręgów kulturowych. Zarządcy zakonu odrzucają jego prośbę, lecz Knecht mimo to odchodzi, podejmując się początkowo pracy jako korepetytor syna swego przyjaciela z dzieciństwa. Zaledwie kilka dni później tonie w górskim jeziorze próbując pływać, nie będąc do tego odpowiednio przygotowanym. W tym miejscu urywa się fabuła utworu.
Narrator urywa główny wątek fabularny, zaznaczając, że koniec utworu leży poza zakresem jego biografii. Końcowy rozdział zatytułowany „Legenda” jest rzekomo częścią innej historii. Czytelnikowi zaprezentowane są pośmiertnie prace Knechta. Pierwsza sekcja zawiera jego poezję z różnych okresów jego życia. Po niej następują 3 krótkie opowiadania. Pierwsze przedstawia poganina Knechta, drugie Józefa, chrześcijańskiego pustelnika, a ostatnie życie Dasy, indyjskiego księcia, który dorastał jako pastuch. Wszystkie trzy historie obejmują losy trzech osób, poszukujących duchowych przeżyć, którzy uczą się mistycznych tradycji ich czasów od napotkanych mędrców. Początkowo Hesse zamierzał przedstawić różne egzystencje tej samej osoby, kiedy ta rodziłaby się na nowo. Zamiast tego jednak skupił się na fabule umiejscowionej w przyszłości i zawierającej trzy opowiadania, „autorstwa” Knechta w Grze szklanych paciorków na końcu powieści.

## Odniesienia
Wiele nazwisk figur powieści to gry słowne. Poprzednikiem Knechta jako magister ludi był Tomasz von der Trave, co jest pośrednim odniesieniem do Thomasa Manna, który urodził się Lubece, usytuowanej nad rzeką Trave. Jego genialny, choć niezrównoważony przyjaciel Fritz Tegularius był wzorowany na Friedrichu Nietzschem, podczas gdy ojciec Jakub to aluzja do historyka Jacoba Burckhardta. Carlo Ferromonte to włoska wersja nazwiska bratanka Hessego Karla Isenberga, a Bastian Perrot z Calw, wynalazca gry szklanych paciorków, miał swój pierwowzór w Heinrichu Perrotcie, który był właścicielem sklepu, gdzie Hesse pracował, gdy porzucił szkołę.

## Postacie
- Józef Knecht – protagonista, Magister Ludi.
- Mistrz muzyki – duchowy mentor Knechta, gdy ten jest dzieckiem, egzaminuje go w ramach przyjęcia do elitarnych szkół Kastalii.
- Plinio Designori – przeciwieństwo Knechta w świecie zewnętrznym
- Ojciec Jakub – przeciwieństwo Knechta w sprawach wiary
- Starszy brat – były członek zakonu Kastalii i student chińskiego
- Tomasz von der Trave – poprzednik Knechta na stanowisku Masigtra Ludi
- Fritz Tegularius – przyjaciel Knechta, który zwiastuje, co może stać się z członkami zakonu, jeśli ci pozostaną odizolowani.